# FV601 살라딘
FV601 살라딘(FV601 Saladin)은 크로슬리 모터스(Crossley Motors)에서 개발하고 이후 알비스(Alvis Cars)에서 제작한 6륜구동 차륜형 장갑차이다. 1954년에 개발되어 1958년부터 영국군에서 운용 중이던 AEC 장갑차를 대체했다. 중량은 11톤이며 최고 속도는 72km/h이고 승무원은 셋이다. 살라딘은 사막 환경에서의 뛰어난 성능으로 유명해, 여러 중동 국가들의 군 부대에서 인기를 얻었다. FV101 스콜피온과 공유하는 동일 포탄을 발사하는 76mm 저압포로 무장했다.
살라딘에서 장갑수송차 파생형으로 FV603 사라센을 탄생시키기도 했다.
차량의 연식과 오래된 설계에도 불구하고, 여러 나라에서 보조 역할로 여전히 사용되고 있다.

## 역사

### 개발
제2차 세계 대전이 끝난 후, 영국 육군은 구식이 된 AEC 장갑차를 대체할 새로운 6륜형 장갑차에 대한 요구 사항을 발표했다. 1947년에 설계 작업이 시작되었고, 알비스 사와 두 대의 시제차를 시험용으로 제작하는 계약이 체결되었다. 이 새로운 장갑차는 FV601A로 명명되었으며 QF-2파운더 포로 무장했다. 알비스에서는 새로운 76mm 저압포로 무장한 중화력지원형인 FV601B도 제안했다. FV601B의 설계 작업은 6대의 선행양산형을 설계하고 제조한 크로슬리 모터스가 하청을 맡았다. 알비스의 추가 수정 후, FV601C는 1958년에 알비스 살라딘이라는 이름으로 대량 생산에 들어갔다. FV601C와 그 파생형의 생산은 1972년까지 코벤트리의 알비스 공장에서 계속되었다.
법집행기관 및 치안용으로 FV601D로 불리는 특별 개량형 차량이 개발되었다. 이 모델에는 동축기관총이 없었고, 다양한 조명과 연기배출구가 있었다. FV601D는 독일 연방정부 소속의 연방국경경비대(Bundesgrenzschutz)만이 채택했으며, 독일 연방정부에서는 이 차량을 게슈츠터 존더바겐 III(Geschützter Sonderwagen III, 보호특수차량 III)으로 개칭했다. 살라딘은 FV510 워리어와 FV721 폭스에도 장착되는 30mm RARDEN 기관포가 달리는 모델형도 있었지만, 이 모델은 영국군이나 수출국 고객들에게 호감을 사지 못했다.
독일 연방 공화국은 살라딘의 여러 개량형 중 특히 FV601D에 관심을 표명한 최초의 국가였다.생산이 시작되었을 때, 호주, 인도네시아, 가나와 같은 수출국 고객들도 이 차량을 대량으로 주문했다. 1960년대 후반, 영국군은 여러 영연방 회원국들을 위한 군사 지원으로 살라딘 중고분을 처분하기 시작했다. 살라딘은 수출 시장에서 좋은 성과를 거두었지만, 주요 경쟁국인 프랑스의 파나르 AML-90만큼 성공적이지는 못했다. 프랑스는 훨씬 더 강한 포로 무장했으며 가격이 저렴했다.
살라딘 장갑차는 사라센 장갑수송차, 스톨워트 고기동화물운송차, 살라맨더 공항충돌대비차량과 많은 부품을 공유했다.

### 차량 운용

#### 영국군
살라딘은 1974년에 제16/5 기갑여단 소속 B 대대가 니코시아 국제공항을 방어하는 동안 사용되었으며, 이후 유엔의 기치 아래 무장 퇴각 작전을 수행했다. 북아일랜드 분쟁 도중 북아일랜드에 배치된 영국군도 이 장갑차를 사용했다.
1975년, 1기갑여단 B 대대 소속의 살라딘 부대가 니코시아 국제공항의 방어를 돕기 위해 페르가모스 동부 SBA에서 이동했다. 이는 터키군과 유엔군의 대치 상황이었다.

#### 오스트레일리아
왕립 오스트레일리아 기갑군단 (RAAC)에서는 살라딘의 포탑을 개조했으며 M113A 궤도수송장갑차 위에 이 포탑을 올렸는데, 이 조합형을 '화력지원차량'(FSV)으로 불렀다. 그러나, 1976년 RAAC가 채택한 FV101 스콜피온의 포탑을 기반으로 한 후속 차량에도 동일한 이름이 사용되었다. 이것은 나중에 중형정찰차량(MRV)으로 개칭되었다.

#### 오만
살라딘 장갑차는 오만 내전 도중 오만 술탄국의 기갑군이 폭 넓게 사용한 차량이며, 1971년부터 1976년까지 지상군을 지원하고 호송 순찰을 돌면서 광범위한 작전을 수행했다. 영국 군인(차관 병사)과 오만 군인이 승무원으로 복무하는 술탄의 장갑차 대대는 약 36대의 살라딘으로 구성되어 있었다. 그들은 영국 SAS, 오만 피르카, 오만 정규군, 그리고 아두와의 전쟁에서 이란군을 지원하는 광범위한 작전을 수행했다. 대대 소속 차량은 주기적으로 카튜샤 로켓, 대전차지뢰, 로켓추진유탄, 경기관총과 중기관총 사격 등의 공격을 받았다. 많은 차량이 지뢰를 밟아 부서지고 수리되었으며, 1976년 전쟁이 끝난 후에도 1980년대 초까지 계속 사용되었다.

#### 스리랑카
스리랑카 육군은 1971년 자나타 비묵티 페라무나 반란이 일어난 후 여러 대의 영국군 소속의 퇴역한 살라딘을 받아 반란 진압 작전에 투입되었다. 이들은 스리랑카 내전 초기인 1980년대에 스리랑카 기갑군단이 광범위하게 사용했으며, 살라딘의 76mm 포는 반군을 진압하는 데 효과적이었다. 그러나 차륜형장갑차의 특징은 험지주파력이 제한되었고 도시 지역에서 IED와 RPG로 인해 피해를 입었다. 한 사례는 1987년 7월 자프나에서 군 진지 기습 공격 도중 RPG가 살라딘 한 대의 조종수용 앞유리를 뚫고 들어가 조종수와 안에 있던 부사관이 함께 사망하는 사고가 발생했다. LTTE는 노획한 살라딘의 포탑을 마찬가지로 노획한 YW531에 장착한 개조형 경전차로 이후 내전 말엽 도중 스리랑카군이 노획하였다. 스리랑카군은 1990년대에 영국의 예비군 부족으로 인해 살라딘을 A등급 목록에서 단계적으로 제외헀으며, 캐딜락 케이지 코만도의 주문이 불발로 끝나자 BMP-1IFV으로 대체했다. 이 차량은 의례 전용으로 사용하도록 한 대만을 남겨두었다.  살라딘은 2009년 전쟁이 끝날 때까지 예비물자 상태를 유지했다. 스리랑카 기갑군단의 전차 승무원의 기장에 새겨져 있다.

#### 쿠웨이트
1990년 쿠웨이트 침공 도중 다스만 궁전 전투 당시 살라딘이 이라크군에 맞서고 있는 모습이 쿠웨이트시티의 거리에서 촬영되었다.

#### 인도네시아
인도네시아 육군(TNI AD)은 살라딘을 'KOSTRAD 기병대대', 'KOSTRAD 정찰 중대' 및 장갑차중대에 배속시켰다. 2014년, 인도네시아 육군은 살라딘을 계속해서 활발히 작전에 투입하고 있다고 확인시켰다. 유숩 칼라 인도네시아 부통령은 2016년 초 국영무기 제조업체 핀다드(Pindad)에게 살라딘용 현대화 패키지 개발을 의뢰했으며, 이는 살라딘을 한동안 계속 운용할 것임을 뜻한다. 당년 연말까지 핀다드에 의해 16대의 인도네시아군 소속 살라딘이 현대화되었다.

#### 수단
수단군에서는 제2차 수단 내전 도중 살라딘을 배치시켰으며, 일부는 SPLA에게 노획당했다.

#### 서독
1950년대 중후반에는 갓 창설한 '연방국경경비대'를 위한 영국의 지원프로그램의 일환으로 거의 100대의 살라딘이 독일 연방 공화국으로 수출되었다. 독일군에서는 '게슈츠터 존더바겐 III'로 명칭이 변경되어 국경순찰에 활용되었다. 25대를 제외한 나머지 차량의 부품은 독일의 예비 부품 재고 전체와 함께, 온두라스 방위 계약업체 제라르 라치니안(Gerard Latchinian)을 통해 협상한 700만 달러 규모 거래의 일환으로 나중에 온두라스에 재판매되었다. 온두라스군 소속 살라딘은 마누엘 젤라야(Manuel Zelaya) 대통령에 맞서 일어난 2009년 온두라스 쿠데타 동안 테구시갈파 거리에서 목격되었다.

## 운용국
- 온두라스: 2024년 기준 20대 현역.[18] 1984년에 독일로부터 72대 구입.[17][19]
- 인도네시아: 1960~1961년에 69대를 받아와 16대를 현대화시킴.[19][18]
- 모리타니: 2024년 기준 10대 운용 중.[18]1990년 영국으로부터 40대 구매.[19]
- 나이지리아: 2024년 기준 살라딘 Mk 2 20대 운용 중.[18] 1965년 영국으로부터 16대 구입.[19]
- 스리랑카: 2024년 기준 15대 운용 중.[18] 1971년 영국으로부터 18~27대를 받음.[19]
- 튀니지: 1965년 영국으로부터 20대를 받아 2024년 기준 현재까지 운용 중.[19][18]

### 이전 운용국
- 오스트레일리아: 1960년 영국으로부터 18대를 공여받음.[19][20][6]
- 바레인: 1972년 영국으로부터 8대 구입.[19]
- 비아프라[21]
- 독일: 영국으로부터 97대 구매해[19] 연방국경경비대에서 사용[6]
- 가나: 1961년 영국으로부터 15대를 공여받음.[19]
- 이라크: 쿠웨이트군 소속 차량 노획, 전량 폐기 또는 파괴.[22]
- 요르단: 1964~1967년 130대를 공여받음.[19]
- 케냐: 1969년 10대를 공여받음.[19]
- 쿠웨이트: 1963~1964년 60대를 공여받음.[19]
- 레바논: 1979년 40대를 공여받았으며, 요르단 또는 영국에서 기증했을 가능성 있음.[19]
- 리비아: 1960~1960년 영국으로부터 40대 구매.[19]
- 오만: 영국과 아랍에미리트로부터 38대 구매.
- 포르투갈: 39대.[23][24] SIPRI에 따르면 1965년에 30대를 공여받았다는 보고가 있다.[19]
- 카타르: 30대[25]
- 시에라리온: 1983년 영국으로부터 4대를 공여받음.[19]
- 수단: 1961년과 1963년 사이에 영국 및 독일로부터 58대를 공여받음.[6][26]
- 우간다: 36대[27]
- 아랍에미리트: 1970년에 70대를 공여받음.[19]
- 영국: 전량 퇴역해 FV101 스콜피온으로 대체되었다.[2]
- 예멘: 1967년에 15대를 공여받음[19]

## 같이 보기
- 영국 전차의 역사